# Millennium Park
Il Millennium Park è un importante centro civico della città di Chicago (Illinois) negli Stati Uniti d'America.
La pianificazione è iniziata nel mese di ottobre 1997, la costruzione ha avuto inizio nel mese di ottobre 1998 è stata completata nel luglio 2004 con una cerimonia d'inaugurazione tenutasi il 16 luglio di quell'anno a 2004 a cui hanno preso parte circa 300000 persone.
Il Millennium Park è diventato negli anni uno dei più importanti punti di riferimento cittadini, visitato ogni anno da milioni di persone e noto come elegante zona residenziale, al punto che lo ZIP code locale 60602 è stato nominato dalla rivista Forbes come il più importante del Paese. Fra gli edifici che circondano il parco si trovano i grattacieli The Legacy, OneEleven e The Heritage, mentre all'interno del parco stesso si trova il Jay Pritzker Pavilion, uno spazio per concerti ed eventi progettato da Frank Gehry.

## Caratteristiche

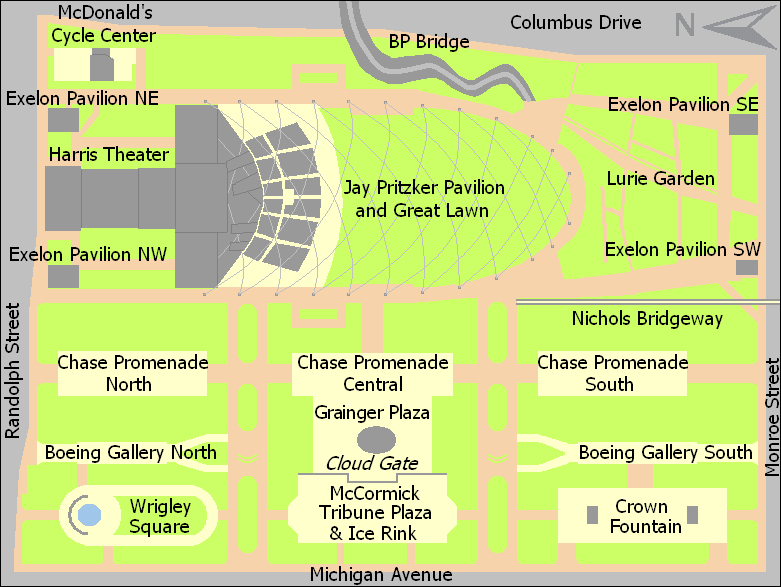
Mappa del Millennium Park

Il Millennium Park, originariamente noto come Lakefront Millennium Park, è una parte del più ampio parco del centro di Chicago, fra i più grandi parchi pubblici urbani al mondo, nonché una vetrina per l'architettura postmoderna, nato da un'ambiziosa idea del sindaco di Chicago, Richard M. Daley. Il Millennium Park è spesso considerato il più grande giardino del mondo con i suoi 24,5 ettari di superficie.
L'area attualmente occupata dal parco era utilizzata per linee ferroviarie, sostituite da grandi parcheggi sotterranei. La pianificazione è iniziata nel mese di ottobre 1997, mentre la costruzione ha avuto inizio nel mese di ottobre 1998 ed è stata completata nel luglio 2004, anche se alcuni elementi del parco hanno richiesto altri anni per essere conclusi. Millennium Park è stato inaugurato nel corso di una cerimonia il 16 luglio 2004 a cui hanno preso parte circa 300000 persone.
Il preventivo iniziale del progetto era di 150 milioni di dollari, ma il costo finale della costruzione del parco è ammontato a 475 milioni di dollari e l'inaugurazione avvenne con quattro anni di ritardo a causa dei continui cambiamenti del progetto iniziale da parte dell'architetto Frank Gehry, importante esponente del decostruttivismo, che ha progettato diverse parti del parco tra cui il Jay Pritzker Pavillion. Per venire incontro all'aumento del costo di costruzione, il comune di Chicago ha deciso di permettere alle aziende private di finanziare la costruzione dei vari elementi del parco.
Il Jay Pritzker Pavillion, disegnato da Frank Gehry, è l'elemento principale del parco. È un enorme padiglione con 5000 posti a sedere fissi e un prato circostante in grado di contenere fino a ulteriori 15000 persone. Il Pritzker Pavilion è composto da una copertura a telaio intrecciato e da un palco circondato da lastre di acciaio inossidabile e volute di titanio disposte in modo da creare un effetto sonoro unico.
L'AT&T Plaza era originariamente chiamata Plaza Ameritech per via dell'Ameritech Corporation, società sponsor. Nel 2004, dopo l'apertura, l'Ameritech si fuse con la SBC Communications e la piazza è stata chiamata SBC Plaza. Successivamente, nel 2005, l'SBC venne acquisita dall'AT&T 2005 e il nome della piazza è cambiato di nuovo.
Nella piazza è situato il Cloud Gate, una scultura di 110 tonnellate di acciaio che è stata soprannominata dai residenti come The Bean ("Il fagiolo"). La scultura è opera dell'artista Anish Kapoor ed è la sua prima installazione di arte pubblica negli USA, il cui costo di circa 23 milioni di dollari (notevolmente superiore alla stima iniziale di sei milioni di dollari) è stato finanziato privatamente. Quando il Millennium Park fu aperto, nel 2004, i segni delle saldature attorno a ciascun pannello in metallo erano ancora visibili, ma nei primi mesi del 2005 la scultura è stata levigata a specchio eliminando ogni segno.
La Crown Fountain di Jaume Plensa (2004) si compone di due torri di vetro alte 15 metri l'una che si fronteggiano. La loro collocazione delimita una vasca d'acqua lunga circa 70 metri. Le torri sono degli schermi sui quali compaiono delle immagini video; volti che cambiano espressione e dalle cui bocche sgorga l'acqua, attrazione per frotte di piccoli e grandi. Quando i volti scompaiono le torri si trasformano in muri di vetro dall'alto dei quali l'acqua cade a cascata.
Il Lurie Garden è un giardino permanente di 2,5 ettari disegnato da Kathryn Gustafson, Piet Oudolf, e Robert Israele.
Il BP Pedestrian Bridge è un ponte pedonale che collega il Millennium Park al Daley Bicentennial Plaza. Il ponte è stato progettato da Frank Gehry ed è stato soprannominato The Snake ("Il serpente") per la sua forma curva.
McCormick Tribune Plaza è stata la prima attrazione nel Millennium Park ad aprire. La piazza è stata finanziata da una donazione della Fondazione McCormick Tribune e per quattro mesi l'anno essa funziona come una pista di pattinaggio sul ghiaccio, con ingresso gratuito. Per il resto dell'anno, si trasforma nel più grande impianto da pranzo all'aperto ospitando diversi eventi culinari.
La Wrigley Plaza (David Dillon e Michael Patrick Sullivan, della OWP&P) è una piazza situata nel nord-ovest del Millennium Park. Contiene il Monumento del Millennio (una specie di teatro greco a pianta semisferica), un grande prato e una fontana pubblica.
L'Exelon Pavilions (Hammond Beeby Rupert Ainge Inc e Thorton Tomasetti) sono quattro generatori di elettricità costituiti da impianti di energia solare. Oltre alla produzione di energia, tre dei quattro padiglioni forniscono l'accesso alla zona inferiore del parco e il quarto serve come centro di accoglienza.
Altri importanti componenti del parco sono:
- Teatro Harris
- McDonald's Cycle Center
- Boeing Galleries
- Chase Promenade

Il Jay Pritzker Pavillion nel Millennium Park
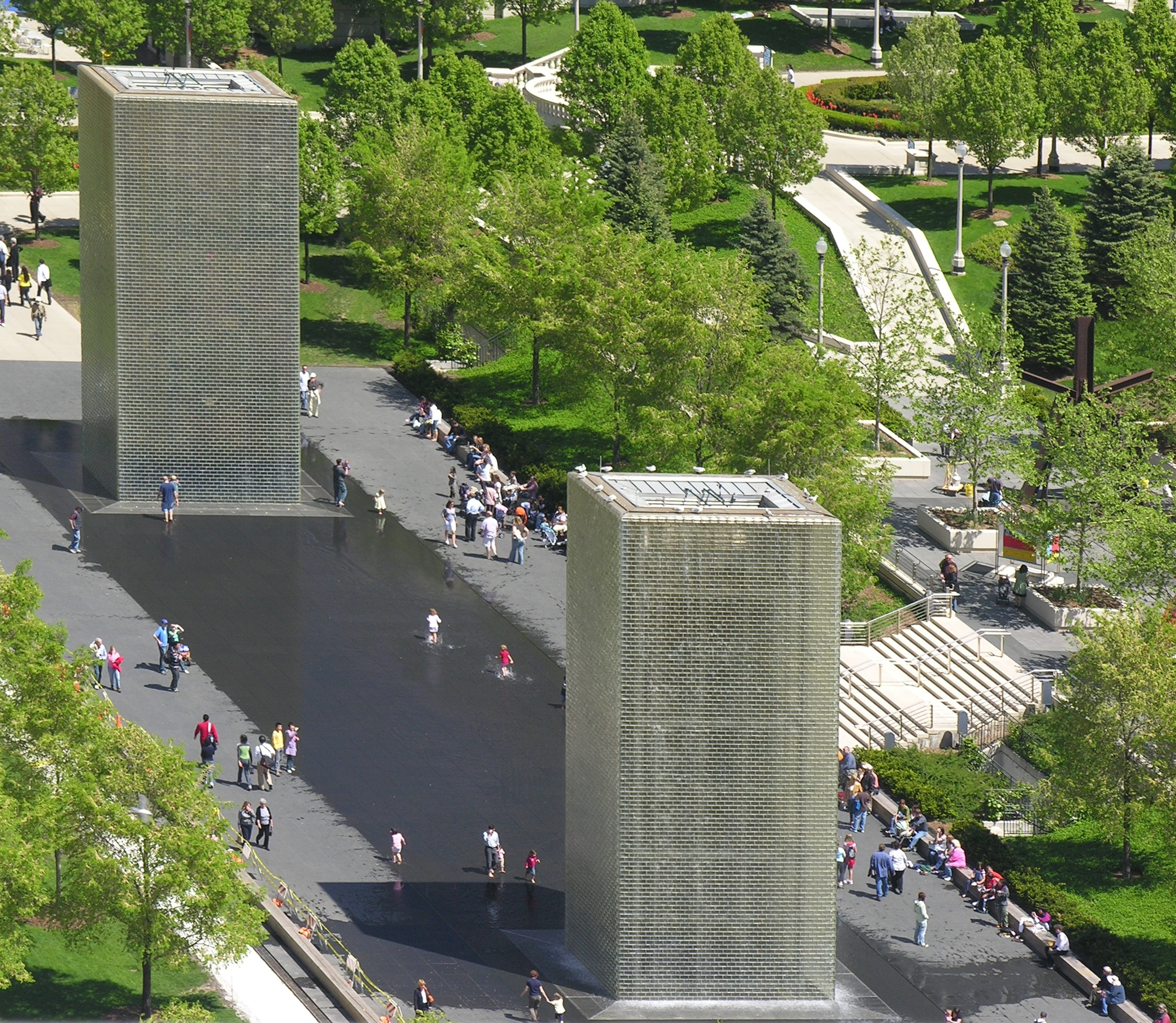
Crown Fountain towers nel Millennium Park